# Зукалла (гора)
Зукалла — потухший вулкан в регионе Оромия, Эфиопия. Высота вулкана достигает 2989 метров. Он известен своим кратерным озером. Эллиптическое кратерное озеро Дембель с максимальным диаметром около одного километра, окружность кратера составляет около 6 км.
Исследователи Орацио Антинори, Антонелли и Антонио Чекки использовали гору для обследования окружающей территории в мае 1881 года. Доктор Скотт от имени Кембриджского университета и Британского музея в 1926 году собрал большую и ценную энтомологическую коллекцию около Зукаллы.

## История
И гора и озеро считаются священным местом для народа оромо, живущего неподалёку.
Для христиан Эфиопии гора также значима: возле кратерного озера располагается монастырь, по преданию, основанный Аббой Гадаа. Этот монастырь был разрушен, и церковь у подножия горы разграблена, Ахмедом ибн Ибрагимом аль-Гази в 1531 году. Позднее в монастыре были построены две церкви, одна из них посвящена святому Гебре Менфасу, построена Менеликом II в 1880 году по проекту итальянца Себастьяно Кастаньи, а другая во имя Кидане Михрету, построена во времена правления Хайле Селассие. Различные другие священные места находятся вокруг горы, в основном около скальных образований, монастырь является местом фестиваля, который проводится раз в два года.